# A Flock Of Seagulls
A Flock Of Seagulls er en New Wave/Synthpop/Electropop-gruppe fra Storbritannien. Gruppen slog igennem med smash-hittet "I ran" og var udover deres musik også kendt for deres skiftende frisurer. I filmen Pulp Fiction referer Samuel L. Jackson til frisuren på et af sine ofre ved at kalde ham for Flock of Seagulls
Gruppen havde også hits som "Wishing (if I had a photograph of you)", "Transfer Affection" samt "The more you live the more you love".

## Diskografi
- A Flock of Seagulls (1982)
- Listen (1983)
- The Story of a Young Heart (1984)
- Dream Come True (1986)
- The Light at the End of the World (1995)